# Wallenia hughsonii
Wallenia hughsonii är en viveväxtart som beskrevs av Alain H. Liogier. Wallenia hughsonii ingår i släktet Wallenia och familjen viveväxter. Inga underarter finns listade i Catalogue of Life.